# Can't Wait 'Til Christmas
Can't Wait 'Til Christmas是日本創作歌手宇多田光的歌曲，收錄於她在2010年11月24日發行的第二張日語精選輯《Utada Hikaru SINGLE COLLECTION VOL.2》。這是宇多田第一首季節歌曲，為獻給一直等待的歌迷而特意創作。這是一首主要以鍵盤伴奏的歌曲，歌詞描述在溫暖的鄉村間度過的平安夜，並將宇多田隱藏的少女心表露出來。
歌曲獲得樂評家正面的評價，包括讚賞從歌曲的道理中體現出宇多田的非凡，以及唱出比聖誕歌曲更加普遍以及根源的事物。歌曲雖然沒有作為單曲發行，但仍然獲得商業上的成功，包括登上日本《告示牌》日本百大單曲榜第2位，以及日本唱片協會的付費音樂下載榜第1位。歌曲其後亦分別獲得全曲下載跟電腦下載的金唱片認證。
Can't Wait 'Til Christmas為宇多田光本人演出的三得利百事可樂電視廣告使用歌曲，她亦在2010年演唱會「WILD LIFE」的安可環節上演唱了歌曲。

## 背景與創作
Can't Wait 'Til Christmas為宇多田光首次創作的季節性歌曲。歌曲跟《Utada Hikaru SINGLE COLLECTION VOL.2》其他新曲一樣，創作意識皆為宇多田獻給歌迷的禮物。宇多田光認為一直存在著等待自己創作這種類型歌曲的歌迷，而這首歌曲則是當中的代表曲。在接受電台節目《au ON AIR MUSIC CHART》訪問時，宇多田指自己在停止音樂活動後開始一兩年間可能完全沒有創作歌曲的意慾，因此決定先把想做的事都完成而創作出這首歌曲。
在創作歌曲的時候，宇多田坐到鋼琴前便想出歌曲開頭的旋律跟歌詞，然後便從這句開始繼續創作下去。雖然在剛開始的時候宇多田擔心會創作出平庸的聖誕歌，但隨著創作過程中歌曲變得沒想像中般流行的感覺，歌詞也漸漸變得更有深度，從而成為自己滿意的作品。宇多田形容Can't Wait 'Til Christmas是一首可愛的歌曲，而且並不是在假裝可愛，而是把自己一直隱藏的少女心表露出來。雖然以往未曾創作出這樣的歌曲，但認為現在的自己終於到了能夠這樣做的時候。

## 音樂與歌詞
Can't Wait 'Til Christmas由宇多田光本人創作兼編曲，並由她、三宅彰跟宇多田Skingg照實共同製作。宇多田光亦負責歌曲的鍵盤彈奏跟編程，而附加編程則由亞歷克西斯·史密斯負責。歌曲由戈茨B.混音、松井敦史錄製，並由岡本洋彈奏原聲鋼琴。這是一首主要以鍵盤伴奏的冬日歌曲，歌曲全長3分44秒，以G大調創作，每分鐘達118拍。
歌曲並不是一般節日氣氛濃厚的浪漫聖誕歌，不是身處能夠欣賞夜景的餐廳，或在高級飯店約會之類的感覺。歌曲主要是在描述溫暖的鄉村景色，能夠看見雪山以及前面的湖泊，並有著當候鳥在湖面停留的時候，便會擔心「是跟同伴走散了嗎？應該怎麼辦？」般的感覺。宇多田亦在歌曲唱出「白雪將山脈覆蓋／候鳥將羽毛暫時閉上／只屬於我們二人的平安夜」的歌詞。

## 反響
《CD Journal》的編輯指Can't Wait 'Til Christmas以聖誕節的戀人作為創作意念，並讚賞從歌曲「當下的感受比起約定更重要」的道理體現出宇多田的非凡，而「只要珍愛重視的人便足夠」的說服力亦讓他感到佩服。而《Rockin' On》的德山弘基則認為宇多田在歌曲中唱出了比聖誕歌曲更加普遍以及根源的事物。
雖然Can't Wait 'Til Christmas未有作為單曲發行，但依然獲得商業上的成功。在日本《告示牌》，歌曲於2010年12月29日公開的日本百大單曲榜獲得了第2位，而在同日公開的成人當代電台分榜則獲得第3位。在日本唱片協會2010年12月21日當週的付費音樂下載榜中，Can't Wait 'Til Christmas登上了冠軍位置。歌曲其後亦在2010年12月獲得日本唱片協會的全曲下載金唱片認證，以及在2011年3月獲得電腦下載金唱片認證，各代表達到10萬次下載量。

## 媒體使用
Can't Wait 'Til Christmas為宇多田光本人演出的三得利百事可樂電視廣告「宇多田光聖誕編」廣告歌曲。這是宇多田第二次演出該品牌的廣告，也是她在無限期停止音樂活動前演出的最後一個廣告。

## 現場表演
宇多田光於2010年12月8日及9日在橫濱體育館舉行的兩場演唱會「WILD LIFE」的安可環節上演唱了Can't Wait 'Til Christmas。

## 製作名單
資料來自《Utada Hikaru SINGLE COLLECTION VOL.2》專輯內頁。
- 宇多田光 – 聲樂、詞曲創作、編曲、製作、鍵盤與編程
- 三宅彰 – 製作
- 宇多田Skingg照實 – 製作
- 松井敦史 – 錄製
- 戈茨B. – 混音
- 亞歷克西斯·史密斯 – 附加編程
- 岡本洋 – 原聲鋼琴

## 榜單與認證
| 榜單（2010年）                   | 最高 位置 |
| -------------------------------- | --------- |
| 日本（《告示牌》成人當代電台）   | 3         |
| 日本（《告示牌》日本百强单曲榜） | 2         |
| 日本（RIAJ付費音樂下載百強榜）   | 1         |

| 地區                                  | 认证 | 认证单位/销量        |
| ------------------------------------- | ---- | -------------------- |
| 日本（日本唱片協會）                  | 金   | 100,000（全曲下載）^ |
| 日本（日本唱片協會）                  | 金   | 100,000（電腦下載）^ |
| *僅含認證的實際銷量 ^僅含認證的出貨量 |      |                      |

## 資料來源
1. 1 2 3 4  . 金牌大風.   [2021-12-19]. （原始内容存档于2013-12-18） （中文（臺灣））.
2. 1 2 3  . ナタリー. 2010-11-30  [2021-12-02]. （原始内容存档于2020-12-03） （日语）.
3. ↑  . Oricon. 2010-11-28  [2021-12-19]. （原始内容存档于2020-12-27） （日语）.
4. ↑  .  . 日本: シンコーミュージック・エンタテイメント. 2011-04-07: 122. ISBN 9784401635054 （日语）.
5. 1 2  . . Excite. 2010-11-22  [2021-12-19]. （原始内容存档于2016-03-05） （日语）.
6. 1 2 3 4   (專輯內頁). 宇多田光. EMI音樂日本. 2010年 （日语）.
7. 1 2  . CD Journal. 2010-11-24  [2021-12-02]. （原始内容存档于2012-10-03） （日语）.
8. ↑  . tunebat.   [2021-12-19] （英语）.
9. ↑  . . タワーレコード. 2010-11-19  [2021-12-19]. （原始内容存档于2021-08-27） （日语）.
10. ↑  . 歌ネット. 2010-11-24  [2021-12-19]. （原始内容存档于2021-12-06） （日语）.
11. ↑  . . Rockin' On. 2010-11-22  [2021-12-02]. （原始内容存档于2018-09-03） （日语）.
12. 1 2  . Billboard JAPAN. 2010-12-29  [2021-12-02]. （原始内容存档于2021-12-14） （日语）.
13. 1 2  . Billboard JAPAN. 2010-12-29  [2021-12-02]. （原始内容存档于2016-03-17） （日语）.
14. 1 2  . . 2010-12-24  [2010-12-24]. （原始内容存档于2014-08-27） （日语）.
15. 1 2  . Recording Industry Association of Japan.   [2021-08-14] （日语）. 在下拉菜单选择“2010年12月”
16. 1 2  . Recording Industry Association of Japan.   [2021-08-14] （日语）. 在下拉菜单选择“2011年3月”
17. ↑  . Cinra. 2016-09-21  [2021-12-02]. （原始内容存档于2021-05-07） （日语）.
18. ↑  . ナタリー. 2010-12-13  [2020-07-24]. （原始内容存档于2019-04-25） （日语）.